# ورکا بوریسوا
ورکا بوریسوا (بلغاری: Верка Борисова, later Стоянова؛ زادهٔ ۲۶ فوریهٔ ۱۹۵۵) بازیکن والیبال اهل بلغارستان است.